# Streetbeefs
Streetbeefs es un club de la lucha underground estadounidense, y un canal de Youtube fundado por el ciudadano residente en Virginia, Christopher "Scarface" Wilmore, en 2008, que organiza eventos de lucha y deportes de combate, tales como combates de boxeo, kick boxing, jūjutsu y artes marciales mixtas (MMA).

## Historia
Wilmore originalmente fundó la organización para ayudar a resolver disputas y brindar una alternativa a las formas más peligrosas de violencia callejera. Durante los primeros días de su creación, Streetbeefs no tenía profesionales médicos presentes en los eventos, pero actualmente disponen de una enfermera registrada. El documental de 2016 "Guns to Gloves" presenta a Wilmore contando su historia.

## Funcionamiento
Wilmore organiza los eventos en varios lugares de la Costa Este de los Estados Unidos, su base de operaciones principal está ubicada en Harrisonburg, Virginia. Streetbeefs tiene luchadores de varios niveles de habilidad, pero se destaca por ofrecer un espacio para los luchadores sin experiencia, aparte de las competiciones amateur. Dado que no hay tarifa de admisión ni pago, el evento no es regulado por ninguna comisión atlética estatal. En los eventos, se aplican las clases de peso y se pide a los luchadores que proporcionen una identificación para confirmar que son mayores de 18 años. En los combates de Streetbeefs, se recomienda a los participantes poner fin a sus disputas. Los guantes de boxeo de doce onzas se utilizan para la práctica del boxeo y el kick boxing, y los guantes de artes marciales mixtas de cuatro onzas se utilizan para los combates de MMA. 

## Sucursales
Streetbeefs tiene varias "sucursales" ubicadas en los Estados Unidos.  Streetbeefs West Coast opera en Las Vegas, Nevada y Arizona. Streetbeefs Scrapyard opera en Gig Harbor, Washington, y Streetbeefs Dirty South opera en Texas.  

## Seguidores
A partir de febrero de 2023, el canal de YouTube de Streetbeefs tiene casi 700 millones de visitas y casi 3 millones de suscriptores. Streetbeefs también ha recibido cobertura nacional en muchas publicaciones estadounidenses, como The New York Times, The Washington Post, ESPN y The New Yorker, entre otras. Streetbeefs también tiene muchos seguidores sorprendentemente en Alemania. 

## Aparición en los medios
Streetbeefs ha aparecido recientemente en el importante periódico alemán Die Zeit. Streetbeefs ha aparecido en dos programas de televisión alemanes y en un programa de televisión en Austria. El canal de YouTube se inició en 2009.